# Parazanclodes
Parazanclodes är ett släkte av fjärilar. Parazanclodes ingår i familjen mott.
Kladogram enligt Catalogue of Life:
| Parazanclodes | \| \| Parazanclodes chrysaugella \| \| \| \| \| \| Parazanclodes inusitatus \| \| \| \| |
|               | \| \| Parazanclodes chrysaugella \| \| \| \| \| \| Parazanclodes inusitatus \| \| \| \| |
|               | Parazanclodes chrysaugella                                                              |
|               |                                                                                         |
|               | Parazanclodes inusitatus                                                                |
|               |                                                                                         |